# アエロフロート航空593便墜落事故
アエロフロート航空593便墜落事故（アエロフロートこうくう593びんついらくじこ）とは、1994年3月23日、ロシアのアエロフロートのエアバスA310-304がシベリアに墜落した航空事故である。
事故のきっかけは、リリーフパイロット（交代機長）が自分の子供を操縦席に座らせて操縦桿を操作させたことである。

## 事故当日の593便
- 使用機材[2]：エアバスA310-304（機体記号F-OGQS、フランス籍のリース機）
- フライトプラン：モスクワ・シェレメーチエヴォ国際空港17時39分（現地時刻）発、香港・啓徳空港行き
- 乗員・乗客：合計75名
  - 運航乗務員：3名（機長・交代機長・副操縦士）※3人による同型機の平均運航時間は900時間[3]
  - 客室乗務員：9名
  - 乗客：63名

| 国籍           | 乗客 | 乗務員 | 合計 |
| -------------- | ---- | ------ | ---- |
| ロシア         | 40   | 12     | 52   |
| 中華人民共和国 | 6    | 0      | 6    |
| イギリス領香港 | 6    | 0      | 6    |
| 中華民国       | 5    | 0      | 5    |
| イギリス       | 4    | 0      | 4    |
| インド         | 1    | 0      | 1    |
| アメリカ合衆国 | 1    | 0      | 1    |
| 合計           | 63   | 12     | 75   |

## 経緯
1994年3月23日、593便は乗員12名・乗客63名の計75名を乗せてモスクワのシェレメーチェヴォ国際空港を離陸し、香港の啓徳空港へ向かう途上にあった。交代機長は2人の子供を彼らにとって初めての国際便に搭乗させており、彼の勤務中に2人はコックピットへ連れて来られた。コックピットには彼とその子供2人（16歳の息子と12歳の娘）、副操縦士、乗客として搭乗していたもう1人の非番パイロット、計5名が在室していた。
機体の操縦をオートパイロットの状態にした交代機長は、規則に反して子供達を操縦席に座らせた。まず最初に娘が、続いて息子が左の機長席に座った。この時の子供達は実際には機体を操縦していなかったが、機体を旋回させている印象を与える（感覚を体験させる）ため、交代機長がオートパイロットの方角を変更した。オートパイロットによって機体が15度の右ロールで旋回している最中に、誰かが操縦桿を3～5度右に動かした。その結果、フライトコンピューターは、補助翼の操作のみをオートパイロットから切り離した。この時は息子が操縦桿を握り、交代機長は娘との会話に気を取られていた。オートパイロットが部分的に解除されたことをパイロットに知らせるため、表示灯が点灯したが、警告音などは鳴らなかった。パイロットらは、可聴警告式の合図だったソビエト連邦製の機体を以前に飛ばしていたため、また、訓練プログラムにおいてオートパイロットが解除されるケースを知らなかったため、これに気付かなかったと考えられる。
機体が右に傾いていることを察知したことで、息子は最初に問題に気付いた。その直後、旋回中の機体の新しい飛行経路を示すため、飛行経路表示が変わった。旋回が続いたため、結果として画面に表示された予測飛行経路は180度の旋回となっていた。この表示は、同じ位置に留まるために180度の回頭が要される上空待機の際に示されるものと同一であり、非番パイロットがこれを指摘した。これはパイロットらを9秒間困惑させ、その後に機体は45度の角度を超えて、設計が許す以上に角度が急な、90度近くまで横に傾いた。この異常な姿勢のため、機体は急速に降下し始めた。旋回によって乗員にかかるG力が増加し、パイロットらが制御を取り戻すことを極めて困難にさせた。オートパイロットは、機体を復旧させるため、補助翼以外の制御装置を使い機首を上げた。結果として機体は失速し始め、オートパイロットは対処できず完全に解除された。完全な解除をパイロットに知らせるためにより大きな表示灯が点灯し、今度は彼らもそれに気付くことができた。失速から回復するため、自動システムは機首を下げて機体を急降下させた。この際の降下速度は時速740キロ、加速度は機体の構造限界を越えた4.7Gにも達した。交代機長は息子に早く席を空けるよう怒鳴ったが、狭い操縦席と強力なGのために息子は身動きが取れなかった。副操縦士は降下からどうにか立ち直らせたが、減速と過剰な修正により機体を上昇させ、再び機体を失速させて空からきりもみ状態になり落下してしまった。交代機長は操縦席に戻ることができ、パイロット両名は制御を取り戻したかに見えたが、機首が上がりまたも失速してしまった。機体は一時的に回転してそれが止まった後に速度は時速370キロ以上に上がったが、この時の高度は300〜400メートルほどであり、水平姿勢を上げても機体を制御できなかった。593便は現地時刻0時58分に墜落し、衝撃で搭乗者75名全員が死亡した。
機体は着陸装置を格納した状態で墜落し、乗客全員が座席にシートベルトで固定され緊急事態に備えていた。墜落前に遭難信号は出されなかった。機体を救うためのパイロット両名の奮闘にもかかわらず、もし彼らが操縦桿を離していれば、オートパイロットが自動的に失速を防ぐ操作をし、結果として事故を避けられただろうと後に結論づけられた。機体における技術的不具合の証拠はなかった。
残骸はロシア国内メジュドゥレチェンスクの約20キロ東にある、クズネツク・アラタウ山脈の人里離れた丘陵地帯に位置しており、捜索2日目にフライトデータレコーダーが発見された。ロシア人の遺族らは墜落現場に花を置いた一方、中国側の遺族らはメッセージが書かれた紙を周辺に撒いた。

## 事故原因と勧告
調査委員会が示した事故原因は以下の通りである。
- 交代機長が無資格で権限のない部外者（自身の息子）に機体を操縦させた。
- 交代機長が離席した状態でオートパイロットを操作するとともに、フライトプランや飛行状況にて想定されていない機動飛行を遂行した。
- 部外者と副操縦士がオートパイロットのロール制御系の動作に干渉する操舵力を加え（A310型機の飛行マニュアルでは推奨されていない）、その操作がオートパイロットを一部無効化し、それを補助翼の制御から切り離した。
- オートパイロットが補助翼の制御から切り離されたことをパイロットらは感知できなかった。その理由として以下の要因が考えられる。
  - 操縦桿に掛かる力が小さかった、あるいは交代機長の息子の行動により掛かる力が変化したと考えたため、副操縦士は感覚的にオートパイロット解除に気付くことが難しかった。
  - 交代機長は自席から離れて娘との会話に気を取られていた。
- オートパイロット解除後、微力で意図しない操縦桿の操作が右旋回を引き起こした。
- 機体が異常な姿勢（高い迎角とピッチ）になった際に、副操縦士がオートパイロットを解除せず操縦桿を前方に押さなかったという不適切かつ非効率な行動。これらが失速とスピンを引き起こした。

また、事故を受けて調査委員会は以下の提言を出した。
- 航空安全への国家の監視を改善するため、国家検査の部署の強化と、その中に高度な資格を持つ専門家を含めることに関する提案を準備し、ロシア連邦政府に提出すべきである。
- 飛行中のコックピットの規律を高め、ボイスレコーダーおよびデータレコーダーを用いて飛行手順の遵守の効果的な監視を体系化するため、必要な措置を講じるべきである。
- 計器飛行中の航空機の姿勢監視、異常な姿勢からの回復方法など、この事故の調査で明らかになった特殊な要因を考慮して、乗務員の訓練を改善すべきである。
- 外国製航空機のための単一タイプの運用センターを、ロシア民間航空システム内での創設という課題を再検討する。
- 航空機の設計者とともにロシア連邦研究機関の専門家の協力を得て、航空機がバンクと迎角の限界超過を阻止するため、また、オートパイロットが警告なしに補助翼操作機能を解除することを防ぐため必要な措置を決定する。
- 報告書の内容や事故調査で明らかになった欠点に対応して、A310型機のフライトマニュアルやその他の規制文書を多数修正・追加する。

## その後
当初アエロフロートは子供達がコックピット内にいたことを否定したが、1994年9月28日に発行されたモスクワの雑誌Obozrevatel（Observer）に掲載された事実を受け入れた。AP通信は、写しによると「ロシア人のパイロットは機体を救うのにほとんど成功した」とし、ニューヨーク・タイムズ紙は、「Obozrevatel誌に載ったテープの写しは、ロシア人パイロットはどうにか75人が乗るエアバス機を救ったが、子供達の存在と外国製の機体に慣れていなかったことによりそれが阻まれたことを示している」と報じた。同紙はまた、Rossiiskiye Vesti（Russian News）紙に掲載された航空専門家による分析が、上記の分析を支持しているとした。アエロフロートは時刻表を改めて便名を再設定し、2021年6月時点にて、唯一の香港行きの便はSU212が割り当てられ毎日運航されている。

## メディア
- メーデー!:航空機事故の真実と真相 - 第3シーズン第9話「KID IN THE COCKPIT」
- 奇跡体験!アンビリバボー - フジテレビ系列の番組。2012年5月24日の放送では、『航空機事故史上最大のミステリー』として本事故を扱い、実際の本機ボイスレコーダーの一部音声が放送された。
- 『世界衝撃映像100連発｢春の新着映像大放出SP｣』 - 2016年4月14日に放送され、当事故を扱ったTBSテレビの特番。